# Padrenda
Padrenda település Spanyolországban, Ourense tartományban. Padrenda Crecente, Pontedeva, Quintela de Leirado és Melgaço községekkel határos. Lakosainak száma 1534 fő (2024).

## Népesség
A település népessége az elmúlt években az alábbi módon változott:
| Lakosok száma | 2743 | 2479 | 2405 | 2367 | 2244 | 1951 | 1838 | 1748 | 1637 | 1534 |
|               | 2001 | 2004 | 2007 | 2009 | 2012 | 2014 | 2017 | 2019 | 2022 | 2024 |